# Enicospilus fungoideus
Enicospilus fungoideus är en stekelart som beskrevs av Tang 1990. Enicospilus fungoideus ingår i släktet Enicospilus och familjen brokparasitsteklar. Inga underarter finns listade i Catalogue of Life.